# Christine Milton
Christine Milton (* 18. Juli 1985 auf Amager) ist eine dänische Popsängerin.
Bekannt wurde sie 2002 als Teilnehmerin der zweiten Staffel der dänischen Version der Castingshow Popstars. Sie trug keinen Sieg davon, erhielt aber einen Plattenvertrag bei BMG. Ihre Debütsingle Superstar von 2003 erreichte Platz eins in den dänischen Charts und wurde im selben Jahr von Jamelia gecovert, ein Welterfolg. 2004 erschien ihr Album Friday. In jenem Jahr moderierte sie den Songwettbewerb MGP Nordic.

## Diskografie
Alben
- 2004 – Friday

Singles
- 2003 – „Superstar“
- 2003 – „Whiketywhack (I Ain't Coming Back)“
- 2004 – „Shine On“
- 2004 – „So Addictive“
- 2007 – „Det' forbi“
- 2008 – „Tilbage“
- 2010 – „Leave You Now“